# سينتولا
سينتولا هي بلدة ومدينة في مقاطعة ساليرنو في منطقة كامبانيا جنوب غرب إيطاليا.

## جغرافية
تقع سنتولا في جنوب سيلينتو على حدود بلديات عدة مثل كاميروتا وسيل دي بولغيريا ومونتانو أنتيليا وبيكيوتا وسان ماورو لا بروكا.
ويسكن البلدية والمدينة نفسها 2550 نسمة فضلا عن أربع قرى صغيرة  ويطلق (فرازيوني) على سكانها
- بالينورو (1202 نسمة): حيث يقع أكبر عدد من السكان بجانب البحر
- فوريا (516 نسمة). يقع ليس بعيدًا جدًا عن سينتولا
- سان سيفيرينو (435 نسمة): هي موطن لأطلال العصور الوسطى حيث وتقع بجوار محطة سكة حديد «سينتولا».
- سان نقولا (370 نسمة) وتعد أصغر قرية صغيرة في المدينة